# David Honzík
David Honzík, född 9 augusti 1993 i Milevsko, är en tjeckisk professionell ishockeymålvakt som spelar för HK Nitra i slovakiska Tipos Extraliga.